# Masakatsu Sawa
Masakatsu Sawa (澤昌克 Sawa Masakatsu?) (守谷市 Moriya, Prefectura de Ibaraki, Japón, 12 de enero de 1983) es un exfutbolista japonés que reside en Perú. Jugaba como delantero y su último equipo fue el Deportivo Municipal de la Liga 1 del Perú.

## Trayectoria
Sawa se inició en el fútbol jugando en su escuela secundaria y tras destacar allí, viajó a Argentina para probar suerte formando parte de la reserva del Club Atlético River Plate. Sin embargo, al tener interés de ya jugar como profesional, se unió al Sporting Cristal del Perú y bajo el mando del director técnico José Del Solar se dio su debut. A pesar de no tener mucha continuidad en el cuadro celeste, pudo anotar un gol en uno de los últimos partidos en el equipo en el año 2005, enfrentando al Alianza Atlético.
El 13 de septiembre de 2006, se convirtió en el primer jugador japonés en anotar un gol en la Copa Sudamericana, cuando jugaba para el también club peruano Coronel Bolognesi, marcando en el partido contra el Colo-Colo de Chile. Luego de esa campaña, pasó a las filas del Deportivo Municipal, donde pese a descender, fue contratado al año siguiente por Cienciano. Con el equipo de Cuzco, jugó la Copa Libertadores y se convirtió en el primer jugador japonés en hacer un gol en dicha copa, al anotar al Montevideo Wanderers de Uruguay.
Fue contratado por el Kashiwa Reysol de Japón en el 2008, club con el que llega a disputar el Mundial de Clubes en el año 2011. Luego de cinco temporadas en el club japonés, Sawa regresa a Perú para afrontar el campeonato de Segunda División vistiendo la camiseta del Deportivo Municipal, obteniéndolo en el 2014 y con ello el retorno a la Primera División del Perú, manteniéndose en la escuadra edil hasta 2017. En el 2018, volvió al Kashiwa Reysol de Japón, terminando la temporada nipona descendiendo a la J2 League. En el 2019, regreso al Perú, siendo contratado por el Unión Huaral. Para el 2020, es contratado nuevamente por el Deportivo Municipal, club donde es ídolo. Jugó toda esa temporada y terminó retirándose del fútbol al fin de esta. 

## Selección nacional
En 2008, mientras Sawa jugaba en Cienciano, tras su continua regularidad y buenas actuaciones en el Torneo Descentralizado, le ofrecieron jugar para la selección del Perú. Sawa agradeció el interés, pero lo descartó porque quería jugar en la selección de su país. No obstante, durante los seis años que Sawa estuvo jugando en la J1 League, nunca llegó a ser convocado para la selección de Japón. Años más tarde, en su retorno a la liga peruana, Sawa declaró que la principal razón que tuvo para no jugar por Perú, fue que en Japón no permiten tener doble nacionalidad. Debido a este motivo, si él hubiese deseado jugar por la selección sudamericana, tendría que haber renunciado a su nacionalidad nipona, acción que en su familia y para él, está vista como una falta de respeto muy grave.

## Clubes
| Club                | País  | Año         |
| ------------------- | ----- | ----------- |
| Sporting Cristal    | Perú  | 2005        |
| Coronel Bolognesi   | Perú  | 2006        |
| Deportivo Municipal | Perú  | 2007        |
| Cienciano           | Perú  | 2008        |
| Kashiwa Reysol      | Japón | 2008 - 2013 |
| Deportivo Municipal | Perú  | 2014 - 2017 |
| Kashiwa Reysol      | Japón | 2018        |
| Unión Huaral        | Perú  | 2019        |
| Deportivo Municipal | Perú  | 2020        |

## Estadísticas

### Clubes
Actualizado al último partido disputado el 13 de octubre de 2020.
| Club | Div.          | Temporada     | Liga  | Liga  | Copas (1) | Copas (1) | Internacional | Internacional | Total (2) | Total (2) | Promedio |
| Club | Div.          | Temporada     | Part. | Goles | Part.     | Goles     | Part.         | Goles         | Part.     | Goles     | Promedio |
| --- | ------------- | ------------- | ----- | ----- | --------- | --------- | ------------- | ------------- | --------- | --------- | -------- |
| Sporting Cristal · Perú · |               |               |       |       |           |           |               |               |           |           |          |
| 1ª | 2005          | 10            | 1     | -     | -         | -         | -             | 10            | 1         | 0.1       |          |
| Total club | Total club    | 10            | 1     | 0     | 0         | 0         | 0             | 10            | 1         | 0.1       |          |
| Coronel Bolognesi · Perú |               |               |       |       |           |           |               |               |           |           |          |
| 1ª | 2006          | 40            | 11    | -     | -         | 4         | 1             | 44            | 12        | 0.33      |          |
| Total club | Total club    | 40            | 11    | 0     | 0         | 4         | 1             | 44            | 12        | 0.27      |          |
| Deportivo Municipal · Perú |               |               |       |       |           |           |               |               |           |           |          |
| 1ª | 2007          | 24            | 6     | -     | -         | -         | -             | 24            | 6         | 0.47      |          |
| Total club | Total club    | 24            | 6     | 0     | 0         | 0         | 0             | 24            | 6         | 0.47      |          |
| Cienciano · Perú |               |               |       |       |           |           |               |               |           |           |          |
| 1ª | 2008          | 19            | 4     | -     | -         | 8         | 1             | 27            | 5         | 0.33      |          |
| Total club | Total club    | 19            | 4     | 0     | 0         | 8         | 1             | 27            | 5         | 0.19      |          |
| Kashima Antlers Japón |               |               |       |       |           |           |               |               |           |           |          |
| 1ª | 2008          | 7             | 1     | -     | -         | -         | -             | 7             | 1         | 0.5       |          |
| Total club | Total club    | 7             | 1     | 0     | 0         | 0         | 0             | 7             | 1         | 0.5       |          |
| Kashiwa Reysol Japón |               |               |       |       |           |           |               |               |           |           |          |
| 1ª | 2009          | 9             | 0     | 1     | 1         | -         | -             | 10            | 1         | 0.00      |          |
| 1ª | 2010          | 26            | 2     | 1     | 0         | -         | -             | 27            | 2         | 0.00      |          |
| 1ª | 2011          | 23            | 2     | 1     | 0         | 2         | 0             | 26            | 2         | 0.29      |          |
| 1ª | 2012          | 26            | 7     | 10    | 2         | 3         | 0             | 39            | 9         | 0.3       |          |
| 1ª | 2013          | 7             | 1     | 4     | 0         | 3         | 0             | 14            | 1         | 0.00      |          |
| 1ª | 2018          | 9             | 0     | -     | -         | -         | -             | 9             | 0         | 0.00      |          |
| Total club | Total club    | 100           | 12    | 17    | 3         | 8         | 0             | 125           | 15        | 0.15      |          |
| Deportivo Municipal · Perú |               |               |       |       |           |           |               |               |           |           |          |
| 2ª | 2014          | 30            | 12    | -     | -         | -         | -             | 30            | 12        | 0.33      |          |
| 1ª | 2015          | 29            | 5     | 4     | 1         | -         | -             | 33            | 6         | 0.18      |          |
| 1ª | 2016          | 35            | 4     | -     | -         | 2         | 0             | 37            | 4         | 0.11      |          |
| 1ª | 2017          | 21            | 0     | -     | -         | 1         | 0             | 22            | 0         | 0         |          |
| 1ª | 2020          | 10            | 0     | -     | -         | -         | -             | 10            | 0         | 0         |          |
| Total club | Total club    | 125           | 21    | 4     | 1         | 3         | 0             | 132           | 22        | 0.17      |          |
| Unión Huaral · Perú |               |               |       |       |           |           |               |               |           |           |          |
| 2ª | 2019          | 9             | 3     | -     | -         | -         | -             | 9             | 3         | 0.5       |          |
| Total club | Total club    | 9             | 3     | 0     | 0         | 0         | 0             | 9             | 3         | 0.33      |          |
| Total carrera | Total carrera | Total carrera | 334   | 57    | 21        | 4         | 23            | 2             | 378       | 63        | 0.36     |
| (1)Incluye datos de la Copa del Emperador (2009-2013), Copa J. League (2009-2013), la Supercopa de Japón (2012) y al Torneo del Inca (2015). |               |               |       |       |           |           |               |               |           |           |          |

## Palmarés

### Campeonatos nacionales
| Título                    | Club                | País  | Año  |
| ------------------------- | ------------------- | ----- | ---- |
| Primera División del Perú | Sporting Cristal    | Perú  | 2005 |
| J. League Division 1      | Kashiwa Reysol      | Japón | 2011 |
| Supercopa de Japón        | Kashiwa Reysol      | Japón | 2012 |
| Copa del Emperador        | Kashiwa Reysol      | Japón | 2012 |
| Copa J. League            | Kashiwa Reysol      | Japón | 2013 |
| Segunda División de Perú  | Deportivo Municipal | Perú  | 2014 |